# سكوت كوفنغتون
سكوت كوفنغتون (بالإنجليزية: Scott Covington)‏ هو لاعب كرة قدم أمريكية أمريكي، ولد في 17 يناير 1976 في فريسنو في الولايات المتحدة.

## وصلات خارجية
- سكوت كوفنغتون على موقع مرجع كرة القدم المحترفة.كوم (الإنجليزية)